# Margery Wolf
Margery Wolf (Santa Rosa, California, 9 de septiembre de 1933 - Los Ángeles, California, 14 de abril de 2017), fue una antropóloga, escritora, académica y activista feminista estadounidense. Publicó numerosas obras etnográficas que catapultaron su reputación académica en China y EE. UU. Sus obras siguen publicándose y enseñándose en las universidades en la actualidad.

## Biografía
Margery Wolf nació en Santa Rosa, California, el 9 de septiembre de 1933. Cuando era niña, vivía en Humboldt Street con sus padres (Alvie Jones y Alvia Makee) antes de mudarse a una granja de dos hectáreas en Brush Creek Road.
Margery Wolf se graduó a los 16 años en la Escuela Secundaria Santa Rosa y se graduó en Santa Rosa Junior College en 1952. Se empadronó en el estado de San Francisco entre 1952 y 53, donde se casó con Arthur Wolf, con quien se mudó a Ithaca, Nueva York. Establecidos en el estado de Nueva York, completó su graduado en Arte en la Universidad Cornell. En 1955, Margery Wolf comenzó a trabajar como asistente de investigación del psicólogo social William Lambert, codificando material etnográfico como parte del proyecto intercultural Seis culturas, que realizaba investigaciones a pie de campo en la crianza y desarrollo de niños en diversos asuntos.
De 1956 a 1957, Margery trabajó para Lambert y otros como asistente de investigación en el Centro de Estudios Avanzados en Ciencias del Comportamiento de Stanford. Reconociendo su agudo intelecto y su curiosidad, Lambert, los antropólogos Robert J. Smith y Lauriston Sharp y otros profesores, asesoraron a Margery con sus dilatados métodos de investigación en ciencias sociales y tratándola como una joven colega.
Los Wolf vivieron en Taiwán durante dos años, mientras Arthur realizaba su trabajo de campo de doctorado en Taipéi y en las aldeas rurales cercanas antes de regresar a Ithaca en 1960. Sobre la base de sus experiencias en Taiwán, Margery Wolf escribió su primera y más conocida obra, La casa de Lim: estudio de una familia de granjeros chinos, publicado en 1968. Este libro, otorgó a Wolf un estatus académico en China. Con un enfoque particular sobre las mujeres y la familia, su obra se convirtió en la piedra angular de su inusual y extraordinariamente exitosa carrera académica. Margery continuó escribiendo y publicó Mujeres y la familia en la Taiwán rural en 1972 y Mujeres en la sociedad china en 1975.
Entre 1980 y 1981, Margery Wolf llevó a cabo un trabajo de campo etnográfico patrocinado por la Academia Nacional de Ciencias de los Estados Unidos en la República Popular de China inmediatamente después de que China abriera sus puertas a los académicos occidentales. Durante una beca posterior, escribió en 1985 su libro La revolución pospuesta: las mujeres en la China contemporánea. En Stanford, Margery Wolf fue miembro del Centro de Investigación sobre la Mujer y participó activamente en el feminismo de la segunda ola.
En 1984, Wolf aceptó un puesto como profesora asociada en la Universidad Duke, en Carolina del Norte. Fue contratada en 1985 por la Universidad de Iowa como profesora titular de antropología y presidenta del programa de estudios de la mujer, donde permaneció hasta su jubilación en la primavera de 2001.
En 1992 publicó su obra Un cuento tres veces: feminismo, posmodernismo y responsabilidad etnográfica. Tras su jubilación, Wolf regresó a Santa Rosa, donde publicó dos novelas: Los huertos, ambientada en el condado de Sonoma, y Lo que el búfalo de agua forjó, ambientada en Taiwán y el condado de Sonoma.

## La mujer y la familia en la Taiwán rural
Esta obra, publicada en 1972, busca llenar algunos de los vacíos de conocimiento al examinar las formas en que las mujeres taiwanesas rurales manipulan a los hombres y entre sí en la búsqueda de sus objetivos personales. La fuente del poder de la mujer y su hogar en una estructura social dominada por hombres es lo que Margery Wolf llama la familia uterina, una unidad social de facto que consiste en la madre y sus hijos.
Los primeros cuatro capítulos están dedicados a contenido general en la materia: un breve repaso histórico de Taiwán y una descripción de los escenarios en los que se realizaron las observaciones de la autora; la historia de una familia particular; la relación de las mujeres chinas con el sistema de parentesco chino; y las interrelaciones entre las mujeres en la comunidad. Los diez capítulos restantes abordan en detalle las etapas sucesivas del ciclo de vida de la mujer taiwanesa: infancia, compromiso, matrimonio, maternidad y vejez. A través del libro, la autora presenta información detallada sobre temas como las negociaciones matrimoniales, el parto, las prácticas de capacitación infantil y la organización de grupos de mujeres.

## Un cuento tres veces: feminismo, posmodernismo y responsabilidad etnográfica
Esta obra es la respuesta imaginativa y poderosa desde una perspectiva etnógrafa de la autora a las cuestiones metodológicas planteadas por los críticos feministas y posmodernistas de la etnografía tradicional. La autora utiliza tres textos desarrollados a partir de su investigación en Taiwán: una pieza de ficción, notas de campo antropológicas y un artículo de ciencias sociales para explorar algunas de estas críticas.
Cada texto tiene una perspectiva diferente, está escrito en un estilo diferente y tiene diferentes resultados, aunque los tres textos involucran el mismo conjunto de eventos. Una joven madre comenzó a comportarse de forma aberrante y suicida, y la opinión de su aldea estaba muy dividida sobre la razón. ¿Se estaba convirtiendo en un chamán poseída por un dios? ¿Estaba trastornada, con necesidad de ser privada de libertad, medicada o de hospitalización? ¿O estaba siendo manipulada cínicamente por su marido para obtener la simpatía y el dinero de sus vecinos? Al final, a la mujer se la llevan del poblado a la casa de su madre. Para algunos aldeanos, esto resolvió el problema; para otros, el debate sobre su comportamiento probablemente nunca fue realmente resuelto.
El primer texto es una historia corta escrita poco después del incidente, que ocurrió hace más de treinta años (1989); el segundo texto es una copia de las notas de campo recopiladas sobre los eventos descritos en la novela; el tercer texto es un artículo publicado en 1990 en American Ethnologist que analiza el incidente desde la perspectiva de la autora.
Los tres textos están enmarcados en dos capítulos en los que la autora analiza problemas de teoría etnográfica con argumentos profundamente reflexivos y rigurosos. Wolf reconsidera algunas preocupaciones feministas sobre los métodos de investigación coloniales y se preocupa por la insistencia de algunas feministas en que los temas de la investigación etnográfica deben ser establecidos por aquellos que son estudiados. El libro concluye con una petición de responsabilidad etnográfica basada en una perspectiva menos académica y más práctica.

## La revolución pospuesta: las mujeres en la China contemporánea
Este libro examina hasta qué punto ha cumplido la China comunista revolucionaria el fin del rol secundario de la mujer en todos los ámbitos: legales, políticos, sociales y económicos. Basado en casi un año de investigación de campo y entrevistas con más de 300 mujeres en seis áreas rurales y urbanas muy separadas, la autora da una imagen vívida de las mujeres chinas de hoy: sus vidas cotidianas, sus opiniones sobre el presente, sus experiencias y sus esperanzas para el futuro. Hasta la fecha, según Margery Wolf, no se ha logrado nada que se aproxime a la igualdad: en condiciones de trabajo, en salarios, en oportunidades educativas. En las ciudades, y en menor medida en el campo, las mujeres están mejor que en la China prerrevolucionaria. Pero en ninguna parte, excepto en la retórica del régimen, son iguales a los hombres. Tampoco el futuro inmediato parece mucho más brillante, dadas las constantes limitaciones sociales, el polémico programa de limitación familiar del gobierno y la naturaleza de las nuevas políticas económicas introducidas en 1980.
En la medida de lo posible, las mujeres entrevistadas hablan por sí mismas. Algunas se refugian detrás de los discursos y lemas oficiales del gobierno. Otras son tímidas o cautelosas, pero un número sorprendente se anima a expresar sus opiniones a pesar de tener siempre presente la postura oficial del régimen. Estas opiniones, combinadas con las observaciones astutas de la autora sobre su contexto local y nacional, se suman a una perspectiva completamente nueva sobre un problema demasiado familiar.